# Chrysocraspeda semiocellata
Chrysocraspeda semiocellata là một loài bướm đêm trong họ Geometridae.